# マスジッド・ネガラ
マスジッド・ネガラ(マレー語: Masjid Negara)またはマレーシア国立モスクは、マレーシアの首都・クアラルンプールにある同国の国教であるイスラム教の礼拝堂・モスクである。

## 概要
マレーシアの保有する13の地方行政区分とイスラム教の五行を象徴した18角形の直線的な水色の金属製の屋根の白を基調とした池の中心に浮かぶような超近代的な礼拝堂には、8000人程度が収容できる。ほかに、72メートルもの尖った白亜のミナレット（尖塔）、マレーシアの歴代指導者の「英雄の霊廟」（Makam Pahlawan）、イスラム書籍の図書館、会議室などがある。1960年着工、1965年竣工したマレーシア国内最大の大規模なモスク。

## アクセス
マレー鉄道のクアラ・ルンプール駅より徒歩5分。